# Oțelinox Târgoviște
Oțelinox Târgoviște este o companie producătoare de oțeluri speciale și laminate din România.
Compania a fost înființată la 1 iunie 1974, iar în 1991 întrprinderea a fost transformată în societate pe acțiuni.
Începând cu anul 1997, pachetul majoritar de acțiuni al Oțelinox ( 51%) a fost achiziționat de Samsung Deutschland GmbH - filială a grupului Samsung Corporation.
Ca urmare a aporturilor de capital, Samsung Deutschland GmbH deținea deja în august 2007, 74,99 % din capitalul social al Oțelinox.
Acțiunile companiei au fost tranzacționate la Bursa de Valori București (BVB), până în luna mai a anului 2006, când acționarii companiei au aprobat, cu majoritate de voturi, delistarea companiei Oțelinox de la tranzacționarea la BVB.
La finalul anului 2006, compania și-a extins gama de fabricație, prin finalizarea investițiilor în secția de țevi sudate din oțel inoxidabil.
Capacitatea de producție pentru table și benzi din oțeluri inoxidabile este de 60.000 tone pe an, iar capacitatea pentru profile mici și sârma este de 100.000 tone pe an.
În noiembrie 2022, Samsung Deutschland a operat cea mai mare majorare de capital din România.
În prezent, Samsung C&T Deutschland GmbH deține 99,71% din acțiunile Oțelinox.
Număr de angajați în 2007: 800
Cifra de afaceri:
- 2006: 229,3 milioane lei[1]
- 2005: 124,5 milioane lei[1]